# Belisana mainling
Belisana mainling is een spinnensoort uit de familie trilspinnen (Pholcidae). De soort komt voor in China. 